# Liga Europy UEFA (2011/2012)/Faza pucharowa
Faza pucharowa rozgrywek Ligi Europy UEFA 2011/2012 rozpoczęła się 14 lutego 2012 i została zakończona meczem finałowym, który odbył się na Stadionul Național w Bukareszcie 9 maja 2012.

## Zakwalifikowane drużyny
Do startu w fazie pucharowej uprawnione są 32 drużyny:
- 12 zwycięzców fazy grupowej Ligi Europy,
- 12 drużyn, które zajęły 2. miejsca w fazie grupowej Ligi Europy,
- 8 drużyn, które zajęły 3. miejsca w fazie grupowej Ligi Mistrzów.

Do dalszych etapów turnieju przechodzą zwycięzcy poszczególnych dwumeczów.
Losowanie par 1/16 finału odbyło się 16 grudnia 2011 roku (godz. 13:00). Zwycięzcy fazy grupowej Ligi Europy oraz 4 najlepsze z zespołów, które zajęły 3. miejsca w fazie grupowej Ligi Mistrzów zostali rozlosowani przeciwko zespołom, które zajęły 2. miejsca w fazie grupowej Ligi Europy oraz pozostałym drużynom, które zajęły 3. miejsca w fazie grupowej Ligi Mistrzów. Drużyny z tych samych federacji oraz grup nie mogły zostać zestawione w jednej parze.
    Drużyny rozstawione
    Drużyny nierozstawione
| Grupa | Zwycięzcy grup   | 2. drużyny grup   |
| ----- | ---------------- | ----------------- |
| A     | PAOK FC          | Rubin Kazań       |
| B     | Standard Liège   | Hannover 96       |
| C     | PSV Eindhoven    | Legia Warszawa    |
| D     | Sporting CP      | Lazio             |
| E     | Beşiktaş JK      | Stoke City        |
| F     | Athletic Bilbao  | Red Bull Salzburg |
| G     | Metalist Charków | AZ Alkmaar        |
| H     | SC Braga         | Club Brugge       |
| I     | Atlético Madryt  | Udinese           |
| J     | FC Schalke 04    | Steaua Bukareszt  |
| K     | Twente           | Wisła Kraków      |
| L     | RSC Anderlecht   | Lokomotiw Moskwa  |

| Grupa | Drużyna           | M | Z | R | P | B+ | B- | +/– | Pkt |
| ----- | ----------------- | - | - | - | - | -- | -- | --- | --- |
| A     | Manchester City   | 6 | 3 | 1 | 2 | 9  | 6  | +3  | 10  |
| C     | Manchester United | 6 | 2 | 3 | 1 | 10 | 8  | +2  | 9   |
| F     | Olympiakos SFP    | 6 | 3 | 0 | 3 | 8  | 6  | +2  | 9   |
| E     | Valencia CF       | 6 | 2 | 2 | 2 | 12 | 7  | +5  | 8   |
| G     | FC Porto          | 6 | 2 | 2 | 2 | 7  | 7  | 0   | 8   |
| D     | Ajax              | 6 | 2 | 2 | 2 | 6  | 6  | 0   | 8   |
| B     | Trabzonspor       | 6 | 1 | 4 | 1 | 3  | 5  | -2  | 7   |
| H     | Viktoria Pilzno   | 6 | 1 | 2 | 3 | 4  | 11 | -7  | 5   |

## 1/16 finału
| Drużyna 1         | Wynik dwumeczu | Drużyna 2         | Pierwszy mecz | Drugi mecz |
| ----------------- | -------------- | ----------------- | ------------- | ---------- |
| FC Porto          | 1:6            | Manchester City   | 1:2           | 0:4        |
| Ajax              | 2:3            | Manchester United | 0:2           | 2:1        |
| Lokomotiw Moskwa  | 2:2(br.wyj.)   | Athletic Bilbao   | 2:1           | 0:1        |
| Red Bull Salzburg | 1:8            | Metalist Charków  | 0:4           | 1:4        |
| Stoke City        | 0:2            | Valencia CF       | 0:1           | 0:1        |
| Rubin Kazań       | 0:2            | Olympiakos SFP    | 0:1           | 0:1        |
| AZ Alkmaar        | 2:0            | RSC Anderlecht    | 1:0           | 1:0        |
| Lazio             | 1:4            | Atlético Madryt   | 1:3           | 0:1        |
| Steaua Bukareszt  | 0:2            | Twente            | 0:1           | 0:1        |
| Viktoria Pilzno   | 2:4(dogr.)     | FC Schalke 04     | 1:1           | 1:3        |
| Wisła Kraków      | 1:1(br.wyj.)   | Standard Liège    | 1:1           | 0:0        |
| SC Braga          | 1:2            | Beşiktaş JK       | 0:2           | 1:0        |
| Udinese           | 3:0            | PAOK FC           | 0:0           | 3:0        |
| Trabzonspor       | 2:6            | PSV Eindhoven     | 1:2           | 1:4        |
| Hannover 96       | 3:1            | Club Brugge       | 2:1           | 1:0        |
| Legia Warszawa    | 2:3            | Sporting CP       | 2:2           | 0:1        |

### Pierwsze mecze
| 14 lutego 2012 | Rubin Kazań | 0:1   | Olympiakos SFP |                                                            |
| 12:00 CET      |             | (0:0) | 71' Fuster     | Stadion Łużniki, Moskwa Widzów: 1741 Sędzia: Milorad Mažić |

| 14 lutego 2012 | SC Braga | 0:2   | Beşiktaş JK           |                                                                   |
| 18:30 CET      |          | (0:1) | 37' Sivok · 58' Simão | Estádio Municipal de Braga, Braga Widzów: 9088 Sędzia: Kevin Blom |

| 16 lutego 2012 | Lokomotiw Moskwa                | 2:1   | Athletic Bilbao |                                                                    |
| 18:00 CET      | Głuszakow 61' (k) · Caicedo 70' | (0:1) | 36' Muniain     | Stadion Łużniki, Moskwa Widzów: 13 160 Sędzia: Ovidiu Alin Hategan |

| 16 lutego 2012 | AZ Alkmaar | 1:0   | RSC Anderlecht |                                                            |
| 19:00 CET      | Maher 35'  | (1:0) |                | AFAS Stadion, Alkmaar Widzów: 13 744 Sędzia: Florian Meyer |

| 16 lutego 2012 | Lazio     | 1:3   | Atlético Madryt             |                                                             |
| 19:00 CET      | Klose 19' | (1:2) | 25' López · 37', 63' Falcao | Stadio Olimpico, Rzym Widzów: 30 604 Sędzia: Pavel Kralovec |

| 16 lutego 2012 | Red Bull Salzburg | 0:4   | Metalist Charków                             |                                                                |
| 19:00 CET      |                   | (0:3) | 1' Taison · 37', 40' Cristaldo · 90+2' Dević | Red Bull Arena, Salzburg Widzów: 8100 Sędzia: Marijo Strahonja |

| 16 lutego 2012 | Ajax | 0:2   | Manchester United         |                                                                   |
| 19:00 CET      |      | (0:0) | 59' Young · 85' Hernández | Amsterdam ArenA, Amsterdam Widzów: 48 966 Sędzia: Gianluca Rocchi |

| 16 lutego 2012 | Viktoria Pilzno | 1:1   | FC Schalke 04 |                                                                    |
| 19:00 CET      | Darida 22'      | (1:0) | 75' Huntelaar | Stadion města Plzně, Pilzno Widzów: 11 435 Sędzia: Stéphane Lannoy |

| 16 lutego 2012 | Legia Warszawa           | 2:2   | Sporting CP              |                                                        |
| 19:00 CET      | Wawrzyniak 37' · Gol 79' | (1:0) | 60' Carriço · 88' Santos | Pepsi Arena, Warszawa Widzów: 27 234 Sędzia: Matej Jug |

| 16 lutego 2012 | Wisła Kraków | 1:1   | Standard Liège |                                                                         |
| 21:05 CET      | Genkow 88'   | (0:1) | 27' (k) Cyriac | Stadion Miejski, Kraków Widzów: 21 170 Sędzia: David Fernández Borbalán |

| 16 lutego 2012 | Udinese | 0:0   | PAOK FC |                                                                      |
| 21:05 CET      |         | (0:0) |         | Stadio Friuli, Udine Widzów: 11 641 Sędzia: Alberto Undiano Mallenco |

| 16 lutego 2012 | Trabzonspor | 1:2   | PSV Eindhoven            |                                                                        |
| 21:05 CET      | Olcan 33'   | (1:2) | 6' Matavž · 11' Toivonen | Hüseyin Avni Aker Stadyumu, Trabzon Widzów: 18 866 Sędzia: Felix Brych |

| 16 lutego 2012 | Hannover 96                       | 2:1   | Club Brugge   |                                                       |
| 21:05 CET      | Sobiech 73' · Schlaudraff 80' (k) | (0:0) | 52' Lestienne | AWD-Arena, Hanower Widzów: 42 000 Sędzia: Jorge Souza |

| 16 lutego 2012 | FC Porto   | 1:2   | Manchester City                 |                                                              |
| 21:05 CET      | Varela 27' | (1:0) | 55' (sam.) Pereira · 85' Agüero | Estádio do Dragão, Porto Widzów: 47 417 Sędzia: Cüneyt Çakır |

| 16 lutego 2012 | Stoke City | 0:1   | Valencia CF |                                                                          |
| 21:05 CET      |            | (0:1) | Mehmet 36'  | Britannia Stadium, Stoke-on-Trent Widzów: 24 185 Sędzia: Peter Rasmussen |

| 16 lutego 2012 | Steaua Bukareszt | 0:1   | Twente   |                                                                       |
| 21:05 CET      |                  | (0:0) | John 53' | Stadionul Național, Bukareszt Widzów: 49 588 Sędzia: Mark Clattenburg |

### Rewanże
| 22 lutego 2012 | Manchester City                                 | 4:0   | FC Porto |                                                                              |
| 18:00 CET      | Agüero 1' · Džeko 76' · Silva 84' · Pizarro 86' | (1:0) |          | City of Manchester Stadium, Manchester Widzów: 39 538 Sędzia: Wolfgang Stark |

| 23 lutego 2012 | Valencia CF | 1:0   | Stoke City |                                                                        |
| 19:00 CET      | Jonas 24'   | (1:0) |            | Estadio Mestalla, Walencja Widzów: 36 535 Sędzia: Markus Strömbergsson |

| 23 lutego 2012 | Athletic Bilbao | 1:0   | Lokomotiw Moskwa |                                                    |
| 19:00 CET      | Muniain 61'     | (0:0) |                  | San Mamés, Bilbao Widzów: 29 532 Sędzia: Paweł Gil |

| 23 lutego 2012 | Twente     | 1:0   | Steaua Bukareszt |                                                                     |
| 19:00 CET      | Chadli 29' | (1:0) |                  | Grolsch Veste, Enschede Widzów: 27 000 Sędzia: Robert Schörgenhofer |

| 23 lutego 2012 | PAOK FC | 0:3   | Udinese                                  |                                                                  |
| 19:00 CET      |         | (0:2) | 6' Danilo · 15' Flores · 51' (k) Domizzi | Stadion Toumba, Saloniki Widzów: 22 400 Sędzia: Tom Harald Hagen |

| 23 lutego 2012 | PSV Eindhoven                                     | 4:1   | Trabzonspor |                                                                |
| 19:00 CET      | Mertens 15' (k) · Matavž 31', 53' · Strootman 38' | (3:1) | 43' Yılmaz  | Philips Stadion, Eindhoven Widzów: 18 300 Sędzia: Tony Chapron |

| 23 lutego 2012 | Club Brugge | 0:1   | Hannover 96 |                                                                   |
| 19:00 CET      |             | (0:1) | 20' Diouf   | Jan Breydel Stadion, Brugia Widzów: 21 690 Sędzia: William Collum |

| 23 lutego 2012 | Standard Liège | 0:0   | Wisła Kraków |                                                                    |
| 19:00 CET      |                | (0:0) |              | Stade Maurice Dufrasne, Liège Widzów: 20 289 Sędzia: Milorad Mažić |

| 23 lutego 2012 | Beşiktaş JK | 0:1   | SC Braga |                                                            |
| 21:05 CET      |             | (0:1) | 25' Lima | BJK İnönü Stadı, Stambuł Widzów: 27 075 Sędzia: István Vad |

| 23 lutego 2012 | Manchester United | 1:2   | Ajax                           |                                                               |
| 21:05 CET      | Hernández 6'      | (1:1) | 37' Özbiliz · 87' Alderweireld | Old Trafford, Manchester Widzów: 67 328 Sędzia: Damir Skomina |

| 23 lutego 2012 | Sporting CP   | 1:0   | Legia Warszawa |                                                                            |
| 21:05 CET      | Fernández 84' | (0:0) |                | Estádio José Alvalade, Lizbona Widzów: 20 144 Sędzia: Władisław Bezborodow |

| 23 lutego 2012 | FC Schalke 04              | 3:1 (pd.) | Viktoria Pilzno |                                                                |
| 21:05 CET      | Huntelaar 8', 106', 120+1' | (1:0)     | 88' Rajtoral    | Veltins-Arena, Gelsenkirchen Widzów: 54 142 Sędzia: Alan Kelly |

| 23 lutego 2012 | Metalist Charków                                                 | 4:1   | Red Bull Salzburg |                                                                 |
| 21:05 CET      | Hinteregger 28' (sam.) · Cristaldo 62' · Blanco 64' · Marlos 87' | (1:0) | 56' Jantscher     | Stadion Metalist, Charków Widzów: 30 826 Sędzia: Antony Gautier |

| 23 lutego 2012 | Olympiakos SFP | 1:0   | Rubin Kazań |                                                                       |
| 21:05 CET      | Djebbour 14'   | (1:0) |             | Stadion Karaiskákis, Pireus Widzów: 28 874 Sędzia: Stefan Johannesson |

| 23 lutego 2012 | RSC Anderlecht | 0:1   | AZ Alkmaar  |                                                                            |
| 21:05 CET      |                | (0:0) | 54' Martens | Stade Constant Vanden Stock, Bruksela Widzów: 20 409 Sędzia: Pedro Proença |

| 23 lutego 2012 | Atlético Madryt | 1:0   | Lazio |                                                                         |
| 21:05 CET      | Godín 48'       | (0:0) |       | Estadio Vicente Calderón, Madryt Widzów: 26 700 Sędzia: Martin Atkinson |

## 1/8 finału
| Drużyna 1         | Wynik dwumeczu | Drużyna 2       | Pierwszy mecz | Drugi mecz |
| ----------------- | -------------- | --------------- | ------------- | ---------- |
| Metalist Charków  | 2:2 (br.wyj.)  | Olympiakos SFP  | 0:1           | 1:2        |
| Sporting CP       | 3:3 (br.wyj.)  | Manchester City | 1:0           | 2:3        |
| Twente            | 2:4            | FC Schalke 04   | 1:0           | 1:4        |
| Standard Liège    | 2:6            | Hannover 96     | 2:2           | 0:4        |
| Valencia CF       | 5:2            | PSV Eindhoven   | 4:2           | 1:1        |
| AZ Alkmaar        | 3:2            | Udinese         | 2:0           | 1:2        |
| Atlético Madryt   | 6:1            | Beşiktaş JK     | 3:1           | 3:0        |
| Manchester United | 3:5            | Athletic Bilbao | 2:3           | 1:2        |

### Pierwsze mecze
| 8 marca 2012 | Metalist Charków | 0:1   | Olympiakos SFP |                                                             |
| 19:00 CET    |                  | (0:0) | 50' Fuster     | Stadion Metalist, Charków Widzów: 35 136 Sędzia: István Vad |

| 8 marca 2012 | Sporting CP | 1:0   | Manchester City |                                                                               |
| 19:00 CET    | Xandão 52'  | (0:0) |                 | Estádio José Alvalade, Lizbona Widzów: 34 371 Sędzia: Carlos Velasco Carballo |

| 8 marca 2012 | Twente          | 1:0   | FC Schalke 04 |                                                              |
| 19:00 CET    | de Jong 61' (k) | (0:0) |               | Grolsch Veste, Enschede Widzów: 30 000 Sędzia: Craig Thomson |

| 8 marca 2012 | Standard Liège          | 2:2   | Hannover 96                |                                                                   |
| 21:05 CET    | Buyens 27' · Tchité 30' | (2:1) | 22' (k) Stindl · 56' Diouf | Stade Maurice Dufrasne, Liège Widzów: 25 000 Sędzia: Tony Chapron |

| 8 marca 2012 | Valencia CF                                  | 4:2   | PSV Eindhoven                    |                                                                |
| 21:05 CET    | Ruiz 12' · Soldado 13', 43' (k) · Piatti 56' | (3:0) | 83' (k) Toivonen · 90' Wijnaldum | Estadio Mestalla, Walencja Widzów: 30 000 Sędzia: Manuel Gräfe |

| 8 marca 2012 | AZ Alkmaar                   | 2:0   | Udinese |                                                                       |
| 21:05 CET    | Martens 63' · Falkenburg 84' | (0:0) |         | AFAS Stadion, Alkmaar Widzów: 12 579 Sędzia: David Fernández Borbalán |

| 8 marca 2012 | Atlético Madryt             | 3:1   | Beşiktaş JK |                                                                        |
| 19:00 CET    | Salvio 24', 27' · López 36' | (3:0) | 53' Simão   | Estadio Vicente Calderón, Madryt Widzów: 27 431 Sędzia: Jonas Eriksson |

| 8 marca 2012 | Manchester United     | 2:3   | Athletic Bilbao                            |                                                               |
| 21:05 CET    | Rooney 22', 90+2' (k) | (1:1) | 44' Llorente · 72' de Marcos · 90' Muniain | Old Trafford, Manchester Widzów: 59 265 Sędzia: Florian Meyer |

### Rewanże
| 15 marca 2012 | Olympiakos SFP | 1:2   | Metalist Charków         |                                                                        |
| 21:05 CET     | Marcano 15'    | (1:0) | 81' Villagra · 86' Dević | Stadion Karaiskákis, Pireus Widzów: 30 077 Sędzia: Ovidiu Alin Hategan |

| 15 marca 2012 | Manchester City                     | 3:2   | Sporting CP                         |                                                                                |
| 21:05 CET     | Agüero 60', 82' · Balotelli 75' (k) | (0:2) | 33' Fernández · 40' van Wolfswinkel | City of Manchester Stadium, Manchester Widzów: 38 021 Sędzia: Tom Harald Hagen |

| 15 marca 2012 | FC Schalke 04                           | 4:1   | Twente      |                                                                   |
| 21:05 CET     | Huntelaar 29', 57' (k), 81' · Jones 70' | (1:1) | 14' Janssen | Veltins-Arena, Gelsenkirchen Widzów: 54 142 Sędzia: Viktor Kassai |

| 15 marca 2012 | Hannover 96                                               | 4:0   | Standard Liège |                                                          |
| 19:00 CET     | Abdellaoue 4' · Kanu 21' (sam.), 73' (sam.) · Pinto 90+3' | (2:0) |                | AWD-Arena, Hanower Widzów: 43 000 Sędzia: Pavel Kralovec |

| 15 marca 2012 | PSV Eindhoven | 1:1   | Valencia CF |                                                                  |
| 19:00 CET     | Toivonen 64'  | (0:0) | 47' Rami    | Philips Stadion, Eindhoven Widzów: 29 500 Sędzia: William Collum |

| 15 marca 2012 | Udinese               | 2:1   | AZ Alkmaar     |                                                           |
| 19:00 CET     | Di Natale 3' (k), 15' | (2:1) | 31' Falkenburg | Stadio Friuli, Udine Widzów: 13 300 Sędzia: Milorad Mažić |

| 15 marca 2012 | Beşiktaş JK | 0:3   | Atlético Madryt                       |                                                                   |
| 21:05 CET     |             | (0:1) | 26' López · 83' Falcao · 90+4' Salvio | BJK İnönü Stadı, Stambuł Widzów: 24 824 Sędzia: Paolo Tagliavento |

| 15 marca 2012 | Athletic Bilbao              | 2:1   | Manchester United |                                                       |
| 19:00 CET     | Llorente 23' · de Marcos 65' | (1:0) | 80' Rooney        | San Mamés, Bilbao Widzów: 36 958 Sędzia: Cüneyt Çakır |

## 1/4 finału
| Drużyna 1       | Wynik dwumeczu | Drużyna 2        | Pierwszy mecz | Drugi mecz |
| --------------- | -------------- | ---------------- | ------------- | ---------- |
| AZ Alkmaar      | 2:5            | Valencia CF      | 2:1           | 0:4        |
| FC Schalke 04   | 4:6            | Athletic Bilbao  | 2:4           | 2:2        |
| Sporting CP     | 3:2            | Metalist Charków | 2:1           | 1:1        |
| Atlético Madryt | 4:2            | Hannover 96      | 2:1           | 2:1        |

### Pierwsze mecze
| 29 marca 2012 | AZ Alkmaar                 | 2:1   | Valencia CF |                                                              |
| 21:05 CET     | Holman 45+1' · Martens 79' | (1:0) | 52' Mehmet  | AFAS Stadion, Alkmaar Widzów: 16 100 Sędzia: Martin Atkinson |

| 29 marca 2012 | FC Schalke 04 | 2:4   | Athletic Bilbao                                   |                                                                   |
| 21:05 CET     | Raúl 22', 60' | (1:1) | 20', 73' Llorente · 81' de Marcos · 90+3' Muniain | Veltins-Arena, Gelsenkirchen Widzów: 53 883 Sędzia: Pedro Proença |

| 29 marca 2012 | Sporting CP              | 2:1   | Metalist Charków |                                                                      |
| 21:05 CET     | Izmailov 50' · Insúa 64' | (0:0) | 90+1' (k) Xavier | Estádio José Alvalade, Lizbona Widzów: 40 512 Sędzia: Wolfgang Stark |

| 29 marca 2012 | Atlético Madryt         | 2:1   | Hannover 96 |                                                                         |
| 21:05 CET     | Falcao 11' · Salvio 89' | (1:1) | 38' Diouf   | Estadio Vicente Calderón, Madryt Widzów: 29 223 Sędzia: Stéphane Lannoy |

### Rewanże
| 5 kwietnia 2012 | Valencia CF                              | 4:0   | AZ Alkmaar |                                                                  |
| 21:05 CET       | Rami 15', 17' · Alba 56' · Hernández 80' | (2:0) |            | Estadio Mestalla, Walencja Widzów: 27 738 Sędzia: Pavel Kralovec |

| 5 kwietnia 2012 | Athletic Bilbao         | 2:2   | FC Schalke 04            |                                                         |
| 21:05 CET       | Gómez 41' · Susaeta 55' | (1:1) | 29' Huntelaar · 52' Raúl | San Mamés, Bilbao Widzów: 37 048 Sędzia: Nicola Rizzoli |

| 5 kwietnia 2012 | Metalist Charków | 1:1   | Sporting CP         |                                                                 |
| 21:05 CET       | Cristaldo 58'    | (0:1) | 44' van Wolfswinkel | Stadion Metalist, Charków Widzów: 38 633 Sędzia: William Collum |

| 5 kwietnia 2012 | Hannover 96 | 1:2 | Atlético Madryt          |                                                            |
| 21:05 CET       | Diouf 80'   |     | 63' Álvarez · 87' Falcao | AWD-Arena, Hanower Widzów: 44 000 Sędzia: Mark Clattenburg |

## 1/2 finału
| Drużyna 1       | Wynik dwumeczu | Drużyna 2       | Pierwszy mecz | Drugi mecz |
| --------------- | -------------- | --------------- | ------------- | ---------- |
| Atlético Madryt | 5:2            | Valencia CF     | 4:2           | 1:0        |
| Sporting CP     | 3:4            | Athletic Bilbao | 2:1           | 1:3        |

### Pierwsze mecze
| 19 kwietnia 2012 | Atlético Madryt                           | 4:2   | Valencia CF               |                                                                       |
| 21:05 CET        | Falcao 18', 79' · Miranda 49' · López 54' | (1:1) | 45+3' Jonas · 90+4' Costa | Estadio Vicente Calderón, Madryt Widzów: 40 899 Sędzia: Craig Thomson |

| 19 kwietnia 2012 | Sporting CP           | 2:1   | Athletic Bilbao |                                                                      |
| 21:05 CET        | Insúa 76' · Capel 80' | (0:1) | 54' Aurtenetxe  | Estádio José Alvalade, Lizbona Widzów: 37 286 Sędzia: Jonas Eriksson |

### Rewanże
| 26 kwietnia 2012 | Valencia CF | 0:1   | Atlético Madryt |                                                                 |
| 21:05 CET        |             | (0:0) | 60' López       | Estadio Mestalla, Walencja Widzów: 43 711 Sędzia: Damir Skomina |

| 26 kwietnia 2012 | Athletic Bilbao                          | 3:1   | Sporting CP         |                                                          |
| 21:05 CET        | Susaeta 17' · Gómez 45+2' · Llorente 88' | (2:1) | 44' van Wolfswinkel | San Mamés, Bilbao Widzów: 37 598 Sędzia: Martin Atkinson |

## Finał
| 9 maja 2012 20:45 CET | Atlético Madryt · Radamel Falcao 7', 34' · Diego 85' | 3:02:0Raport | Athletic Bilbao | Stadionul Național, Bukareszt Widzów: 52 347 Sędzia: Wolfgang Stark |
|                       |                                                      |              |                 |                                                                     |

| Atlético Madryt | Athletic Bilbao |

|               |    |                  |     |       |
|               |    |                  |     |       |
|               | 13 | Thibaut Courtois |     |       |
|               | 20 | Juanfran         |     |       |
|               | 2  | Diego Godín      |     |       |
|               | 23 | Miranda          |     |       |
|               | 6  | Filipe Luís      |     |       |
|               | 4  | Mario Suárez     |     |       |
|               | 14 | Gabi (c)         |     |       |
|               | 7  | Adrián Lopez     |     | 88'   |
|               | 22 | Diego            |     | 90'   |
|               | 11 | Arda Turan       |     | 90+3' |
|               | 9  | Radamel Falcao   | 26' |       |
| Zmiany:       |    |                  |     |       |
|               | 25 | Sergio Asenjo    |     |       |
|               | 3  | Antonio López    |     |       |
|               | 18 | Álvaro Domínguez |     | 90+3' |
|               | 12 | Paulo Assunção   |     |       |
|               | 19 | Koke             |     | 90'   |
|               | 8  | Eduardo Salvio   |     | 88'   |
|               | 41 | Pedro Martín     |     |       |
| Trener:       |    |                  |     |       |
| Diego Simeone |    |                  |     |       |

|                |    |                     |       |     |
|                |    |                     |       |     |
|                | 1  | Gorka Iraizoz       |       |     |
|                | 15 | Andoni Iraola (c)   |       |     |
|                | 24 | Javi Martínez       |       |     |
|                | 5  | Fernando Amorebieta | 64'   |     |
|                | 3  | Jon Aurtenetxe      |       | 46' |
|                | 8  | Ander Iturraspe     |       | 46' |
|                | 21 | Ander Herrera       | 22'   | 63' |
|                | 10 | Óscar de Marcos     |       |     |
|                | 14 | Markel Susaeta      | 90+1' |     |
|                | 19 | Iker Muniain        |       |     |
|                | 9  | Fernando Llorente   |       |     |
| Zmiany:        |    |                     |       |     |
|                | 13 | Raúl                |       |     |
|                | 6  | Mikel San José      |       |     |
|                | 11 | Igor Gabilondo      |       |     |
|                | 17 | Iñigo Pérez         | 75'   | 46' |
|                | 23 | Borja Ekiza         |       |     |
|                | 2  | Gaizka Toquero      |       | 63' |
|                | 28 | Ibai Gómez          |       | 46' |
| Trener:        |    |                     |       |     |
| Marcelo Bielsa |    |                     |       |     |

| Man of the Match: Radamel Falcao (Atlético Madrid) |

| Asystenci sędziego: Jan-Hendrik Salver (Niemcy) Mike Pickel (Niemcy) 4 arbiter: Stéphane Lannoy (Francja) Sędziowie dodatkowi: Florian Meyer (Niemcy) Deniz Aytekin (Niemcy) |